# Llista de rellotges de sol del Ripollès
Llista de rellotges de sol instal·lats de forma permanent en espais públics de la comarca del Ripollès.

## Camprodon
| Nom                                  | Descripció                   | Localització                      | Coordenades                                          | Fitxa | Imatge                                                           |
| ------------------------------------ | ---------------------------- | --------------------------------- | ---------------------------------------------------- | ----- | ---------------------------------------------------------------- |
| Can Roig                             |                              | Camprodon C. Freixenet, 21        | 42° 18′ 48″ N, 2° 22′ 21″ E / 42.313367°N,2.372400°E | fitxa | Can Roig (Camprodon) · Vegeu més fotos · Carregueu una nova foto |
| Església de Sant Miquel de Cavallera |                              | Camprodon Cavallera               | 42° 17′ 31″ N, 2° 20′ 40″ E / 42.292033°N,2.344517°E | fitxa | Carregueu una nova foto                                          |
| Can Sitjar                           |                              | Camprodon                         | 42° 16′ 54″ N, 2° 23′ 36″ E / 42.281700°N,2.393233°E | fitxa | Carregueu una nova foto                                          |
| Església de Sant Andreu de Bestracà  | Restes d'un rellotge canònic | Camprodon Coll de Bestracà, Beget | 42° 17′ 26″ N, 2° 30′ 59″ E / 42.290617°N,2.516500°E | fitxa | Carregueu una nova foto                                          |
| Església de Santa Maria de Camprodon | Gravat sobre pedra           | Camprodon Pl. de Santa Maria      | 42° 18′ 50″ N, 2° 22′ 07″ E / 42.313972°N,2.368618°E | fitxa | Carregueu una nova foto                                          |
| Passeig del Canigó, 4                |                              | Camprodon Pg. del Canigó, 4       | 42° 18′ 52″ N, 2° 22′ 22″ E / 42.314538°N,2.372898°E | fitxa | Carregueu una nova foto                                          |
| Can Manel                            | Pedra artificial             | Camprodon Rocabruna               | 42° 20′ 22″ N, 2° 27′ 01″ E / 42.339360°N,2.450405°E | fitxa | Carregueu una nova foto                                          |
| Església de Sant Feliu de Rocabruna  | Cisellat sobre carreus       | Camprodon Rocabruna, Beget        | 42° 20′ 17″ N, 2° 27′ 02″ E / 42.338134°N,2.45051°E  | fitxa | Carregueu una nova foto                                          |

## Gombrèn
| Nom                              | Descripció                                        | Localització              | Coordenades                                            | Fitxa | Imatge                                                               |
| -------------------------------- | ------------------------------------------------- | ------------------------- | ------------------------------------------------------ | ----- | -------------------------------------------------------------------- |
| Església de Sant Pere de Gombrèn | Inscripció: Jo sense sol, tu sense fe, no som res | Gombrèn Pl. de l'Església | 42° 14′ 55″ N, 2° 05′ 28″ E / 42.2485381°N,2.0910261°E | fitxa | Església de Sant Pere de Gombrèn (Gombrèn) · Carregueu una nova foto |

## Llanars
| Nom       | Descripció         | Localització                     | Coordenades                                          | Fitxa | Imatge                  |
| --------- | ------------------ | -------------------------------- | ---------------------------------------------------- | ----- | ----------------------- |
| Ca l'Illa | Inscripció: L'Illa | Llanars C. de la Font d'en Rafel | 42° 19′ 24″ N, 2° 20′ 45″ E / 42.323202°N,2.345695°E | fitxa | Carregueu una nova foto |
| La Canal  |                    | Llanars Espinalba                | 42° 18′ 56″ N, 2° 20′ 23″ E / 42.315651°N,2.339845°E | fitxa | Carregueu una nova foto |

## Les Llosses
| Nom                                     | Descripció         | Localització                                               | Coordenades                                          | Fitxa | Imatge                                                                                           |
| --------------------------------------- | ------------------ | ---------------------------------------------------------- | ---------------------------------------------------- | ----- | ------------------------------------------------------------------------------------------------ |
| Rectoria de Sant Esteve de Vallespirans |                    | Les Llosses Sant Esteve de Vallespirans                    | 42° 10′ 35″ N, 2° 08′ 32″ E / 42.176389°N,2.142222°E | fitxa | Carregueu una nova foto                                                                          |
| Restaurant El Cremat                    |                    | Les Llosses Ctra. C-26, desviament a Sant Sadurni Sovelles | 42° 09′ 42″ N, 2° 08′ 15″ E / 42.161667°N,2.137500°E | fitxa | Carregueu una nova foto                                                                          |
| Església de Santa Maria de les Llosses  |                    | Les Llosses Ctra. C-26, km 180                             | 42° 09′ 09″ N, 2° 06′ 14″ E / 42.152500°N,2.103889°E | fitxa | Església de Santa Maria de les Llosses (les Llosses) · Vegeu més fotos · Carregueu una nova foto |
| Església de Santa Maria de Matamala     | Restes sobre pedra | Les Llosses Matamala                                       | 42° 09′ 29″ N, 2° 05′ 19″ E / 42.158056°N,2.088611°E | fitxa | Carregueu una nova foto                                                                          |

## Molló
| Nom                                    | Descripció                                        | Localització                  | Coordenades                                          | Fitxa | Imatge                                                                                     |
| -------------------------------------- | ------------------------------------------------- | ----------------------------- | ---------------------------------------------------- | ----- | ------------------------------------------------------------------------------------------ |
| Antiga rectoria de Molló               | Inscripció: Jo sense sol i tu sense fe no som res | Molló C. Guardiola, 10        | 42° 20′ 56″ N, 2° 24′ 16″ E / 42.348929°N,2.404505°E | fitxa | Carregueu una nova foto                                                                    |
| Carrer Setcases, 19                    |                                                   | Molló C. Setcases, 19         | 42° 20′ 56″ N, 2° 24′ 15″ E / 42.348984°N,2.404232°E | fitxa | Carregueu una nova foto                                                                    |
| Can Masó                               |                                                   | Molló C. de Sant Sebastià, 13 | 42° 20′ 52″ N, 2° 24′ 16″ E / 42.347684°N,2.404365°E | fitxa | Carregueu una nova foto                                                                    |
| Església de Santa Cecília de Molló     | Dos rellotges gravat en cantonada                 | Molló C. dels Castanyers      | 42° 20′ 55″ N, 2° 24′ 18″ E / 42.348598°N,2.405021°E | fitxa | Carregueu una nova foto                                                                    |
| Església de la Mare de Déu de les Neus |                                                   | Molló C. d'Enllà, Espinavell  | 42° 22′ 41″ N, 2° 23′ 57″ E / 42.378016°N,2.399297°E | fitxa | Església de la Mare de Déu de les Neus (Molló) · Vegeu més fotos · Carregueu una nova foto |

## Queralbs
| Nom                | Descripció        | Localització            | Coordenades                                           | Fitxa | Imatge                  |
| ------------------ | ----------------- | ----------------------- | ----------------------------------------------------- | ----- | ----------------------- |
| Carrer del Mig, 32 | Rajoles           | Queralbs C. del Mig, 32 | 42° 20′ 56″ N, 2° 09′ 46″ E / 42.348868°N,2.1628838°E | fitxa | Carregueu una nova foto |
| Can Tet            | Pedra rectangular | Queralbs Vilamanya      | 42° 20′ 13″ N, 2° 09′ 52″ E / 42.337000°N,2.164400°E  | fitxa | Carregueu una nova foto |

## Ribes de Freser
| Nom                 | Descripció | Localització                      | Coordenades                                          | Fitxa | Imatge                  |
| ------------------- | ---------- | --------------------------------- | ---------------------------------------------------- | ----- | ----------------------- |
| Rectoria de Ventolà |            | Ribes de Freser Veïnat de Ventolà | 42° 19′ 03″ N, 2° 08′ 15″ E / 42.317620°N,2.137631°E | fitxa | Carregueu una nova foto |

## Ripoll
| Nom                                    | Descripció                                       | Localització                    | Coordenades                                          | Fitxa | Imatge                                                                                      |
| -------------------------------------- | ------------------------------------------------ | ------------------------------- | ---------------------------------------------------- | ----- | ------------------------------------------------------------------------------------------- |
| Ca la Marina                           |                                                  | Ripoll C. Estació, 9            | 42° 11′ 53″ N, 2° 11′ 37″ E / 42.198145°N,2.193549°E | fitxa | Ca la Marina (Ripoll) · Carregueu una nova foto                                             |
| IES Abat Oliba                         | Inscripció: Nihil permanere sub sole             | Ripoll C. Barcelona             | 42° 11′ 25″ N, 2° 11′ 41″ E / 42.190379°N,2.194778°E | fitxa | Carregueu una nova foto                                                                     |
| Can Saiol                              | Inscripció: Última hora cógita, MDCCCL - MCMXXVI | Ripoll Pl. Gran - c. Peixeteria | 42° 11′ 56″ N, 2° 11′ 28″ E / 42.198882°N,2.191046°E | fitxa | Can Saiol (Ripoll) · Carregueu una nova foto                                                |
| Museu Arxiu de l'Església de Sant Pere | Inscripció: Volat irreparabile tempus            | Ripoll Pl. Abat Oliba           | 42° 12′ 05″ N, 2° 11′ 24″ E / 42.20131°N,2.189973°E  | fitxa | Museu Arxiu de l'Església de Sant Pere (Ripoll) · Vegeu més fotos · Carregueu una nova foto |
| Ca n'Ordina                            |                                                  | Ripoll Ordina                   |                                                      | fitxa | Carregueu una nova foto                                                                     |

## Sant Joan de les Abadesses
| Nom                  | Descripció | Localització                           | Coordenades                                          | Fitxa | Imatge                  |
| -------------------- | ---------- | -------------------------------------- | ---------------------------------------------------- | ----- | ----------------------- |
| Església de Sant Pol |            | Sant Joan de les Abadesses Pl. Clavé   | 42° 14′ 03″ N, 2° 17′ 10″ E / 42.234078°N,2.286119°E | fitxa | Carregueu una nova foto |
| Masia el Reixach     |            | Sant Joan de les Abadesses Solei Amunt | 42° 15′ 03″ N, 2° 19′ 11″ E / 42.250736°N,2.319814°E | fitxa | Carregueu una nova foto |

## Sant Pau de Segúries
| Nom                               | Descripció                                         | Localització                                             | Coordenades                                          | Fitxa | Imatge                  |
| --------------------------------- | -------------------------------------------------- | -------------------------------------------------------- | ---------------------------------------------------- | ----- | ----------------------- |
| Carretera Sant Salvador de Bianya | Inscripció: Si el sol m'acarona, jo et dono l'hora | Sant Pau de Segúries Ctra. Sant Salvador de Bianya, km 0 | 42° 15′ 37″ N, 2° 21′ 58″ E / 42.260246°N,2.366000°E | fitxa | Carregueu una nova foto |

## Setcases
| Nom                     | Descripció | Localització              | Coordenades                                          | Fitxa | Imatge                  |
| ----------------------- | ---------- | ------------------------- | ---------------------------------------------------- | ----- | ----------------------- |
| Església de Sant Miquel | Restes     | Setcases Pl. dels Estudis | 42° 22′ 34″ N, 2° 18′ 06″ E / 42.376068°N,2.301537°E | fitxa | Carregueu una nova foto |

## Vallfogona de Ripollès
| Nom                  | Descripció                                | Localització                             | Coordenades                                          | Fitxa | Imatge                  |
| -------------------- | ----------------------------------------- | ---------------------------------------- | ---------------------------------------------------- | ----- | ----------------------- |
| Església de la Salut |                                           | Vallfogona de Ripollès Barri de la Salut | 42° 11′ 50″ N, 2° 18′ 16″ E / 42.197183°N,2.304417°E | fitxa | Carregueu una nova foto |
| Nova Rectoria        | Inscripció: 1979-2003 / La Rectoria Vella | Vallfogona de Ripollès                   | 42° 11′ 52″ N, 2° 18′ 24″ E / 42.197733°N,2.306583°E | fitxa | Carregueu una nova foto |
| Plaça de la Vila, 3  |                                           | Vallfogona de Ripollès Pl. de la Vila, 3 | 42° 11′ 44″ N, 2° 18′ 12″ E / 42.195483°N,2.303333°E | fitxa | Carregueu una nova foto |